# Nasimi Aghayev
 (septembre 2024).
Pour les articles homonymes, voir Aghayev.
Nasimi Aghayev (en azeri : Nəsimi Məhəmmədəli oğlu Ağayev; né en 1979) est un diplomate azerbaïdjanais, Ambassadeur d'Azerbaïdjan en Allemagne.

## Parcours professionnel
Nasimi Aghayevl sert d'interprète pour le président azerbaïdjanais Heydar Aliyev lors de sa visite officielle en Autriche du 3 au 6 juillet 2000. En 2001-2003, Nasimi Aghayev enseigne la langue azerbaïdjanaise à l'Université de Vienne.

## Activité diplomatique
Nasimi Aghayev rejoint le service diplomatique de l'Azerbaïdjan en 1999. Il travaille  dans les Ambassades d'Azerbaïdjan en Autriche (2000-2003) et en Allemagne (2005-2008), ainsi qu'au Ministère des Affaires étrangères (Azerbaïdjan).
Aghayev est titulaire d'une maîtrise en droit européen (LL.M.) de l'Université de la Sarre en Allemagne, et d'une licence et d'une maîtrise en relations internationales de l'Université d'État de Bakou, en Azerbaïdjan. Il reçoit la formation à l'Académie diplomatique de Vienne en Autriche.
Il est rédacteur en chef de la revue Caucasian Review of International Affairs (2007) et l'auteur du livre sur l'intervention humanitaire et le droit international : l'opération de l'OTAN au Kosovo, publié en allemand en 2007. En plus de sa langue maternelle, l'azerbaïdjanais, il connaît également l'anglais, le français, l'allemand, le russe, l'espagnol et le turc.
Nasimi Aghayev a le rang diplomatique d'ambassadeur extraordinaire et plénipotentiaire.En 2010–2012 il est au poste du conseiller pour les questions politiques à l'Ambassade d'Azerbaïdjan à Washington et consul général d'Azerbaïdjan à Los Angeles en 2012-2022.